# Oezbekistan op de Olympische Winterspelen 2006
Tijdens de Olympische Winterspelen van 2006 die in Turijn werden gehouden nam Oezbekistan voor de vierde keer deel aan de Winterspelen.
Vier deelnemers kwamen uit in het alpineskiën en bij het kunstrijden. Aan de gouden medaille van Lina Tsjerjazova die zij bij het Freestyleskiën op de Olympische Winterspelen 1994 (Aerials) behaalde werd er op deze editie geen toegevoegd.

## Deelnemers
| Sport               | Naam                         | Discipline          | Klassering | Resultaten                                                  |
| ------------------- | ---------------------------- | ------------------- | ---------- | ----------------------------------------------------------- |
| Alpineskiën mannen  | Kayrat Ernetov               | Slalom              | 46e        | 1e ru 1.13,19, 2e run 1.07,69                               |
| Alpineskiën vrouwen | Neha Ahuja                   | Reuzenslalom Slalom | 42e 51e    | 1e run 1.15,59, 2e run 1.25,72 1e run 55,45, 2e run 1.00,71 |
| Kunstschaatsen      | Anastasia Gimazetdinova      | Vrouwen             | 29e        | Korte kür 38.44 pnt.                                        |
| Kunstschaatsen      | Marina Aganina Artem Knyazev | Paren               | 16e        | 119.55 pnt.; korte kür 44.02, vrije kür 75,53               |

Albanië · Algerije · Amerikaanse Maagdeneilanden · Andorra · Argentinië · Armenië · Australië · Azerbeidzjan · België · Bermuda · Bosnië en Herzegovina · Brazilië · Bulgarije · Canada · Chili · China · Chinees Taipei · Costa Rica · Cyprus · Denemarken · Duitsland · Estland · Ethiopië · Finland · Frankrijk · Georgië · Griekenland · Groot-Brittannië · Hongarije · Hongkong · Ierland · IJsland · India · Iran · Israël · Italië · Japan · Kazachstan · Kenia · Kirgizië · Kroatië · Letland · Libanon · Liechtenstein · Litouwen · Luxemburg · Macedonië · Madagaskar · Moldavië · Monaco · Mongolië · Nederland · Nepal · Nieuw-Zeeland · Noord-Korea · Noorwegen · Oekraïne · Oezbekistan · Oostenrijk · Polen · Portugal · Roemenië · Rusland · San Marino · Senegal · Servië en Montenegro · Slovenië · Slowakije · Spanje · Tadzjikistan · Thailand · Tsjechië · Turkije · Venezuela · Verenigde Staten · Wit-Rusland · Zuid-Afrika · Zuid-Korea · Zweden · Zwitserland